# Ландо, Джессика
Дже́ссика Ландо́ (англ. Jessica Landaw) — американский режиссёр, сценарист, монтажёр и продюсер.

## Карьера
Окончила Американский институт киноискусства, став Мастером изобразительных искусств.
Она сняла много документальных фильмов и короткометражных фильмов за свою карьеру. Работала в качестве монтажёра над такими фильмами как «Могучие морфы: Рейнджеры силы» (1995), «Большой белый обман» (1996), «Война в доме» (1996) и «Дом, где говорят «Да»» (1997).
Выступила режиссёром эпизодов таких телесериалов как «Справедливая Эми», «Детектив Раш», «Кости», «Холм одного дерева» и «Столик в углу» с Ксандером Беркли в главной роли.
Лауреат премий «WorldFest Flagstaff» (1999), «East Lansing Film Festival» (2000), «Rochester International Film Festival» (2000), «San Luis Obispo International Film Festival» (2000), «Santa Clarita International Film Festival» (2000) и «WorldFest Houston» (2000) за короткометражный фильм «Уродливые голые людишки» (1999) и «New Media Film Festival» (2012) за телесериал «Столик в углу» (2011—).